# Франсиско (Индијана)
Франсиско (енгл. Francisco) град је у америчкој савезној држави Индијана.

## Демографија
По попису из 2010. године број становника је 469, што је 74 (-13,6%) становника мање него 2000. године.
| Група             | 2000.       | 2010.       |
| Белци             | 537 (98,9%) | 455 (97,0%) |
| Афроамериканци    | 3 (0,6%)    | 1 (0,2%)    |
| Азијати           | 0 (0,0%)    | 1 (0,2%)    |
| Хиспаноамериканци | 2 (0,4%)    | 4 (0,9%)    |
| Укупно            | 543         | 469         |